# Fox Kids (Italia)
Fox Kids è stato un canale televisivo tematico a pagamento italiano, versione locale legata al marchio internazionale Fox Kids creato negli Stati Uniti come blocco di programmazione.

## Storia
Fox Kids nasce l'8 settembre 1990 negli USA per poi estendersi in 20 nazioni europee sempre in edizione localizzata (ad eccezione di una versione, pensata più generalmente per l'Est Europeo, e trasmessa con più canali audio). 
In Italia arriva il 1º aprile 2000 all'interno del pacchetto base dei canali satellitari a pagamento del gruppo Stream, ed era diretto da Francesco Nespega. Era visibile anche su Sky, TV di Fastweb, Alice Home TV e Infostrada TV.
Fox Kids era dedicato ai ragazzi e trasmetteva principalmente cartoni animati. La voce dello speaker ufficiale del canale in versione italiana era quella del doppiatore Valerio Sacco.
In Italia era disponibile, sempre esclusivamente a pagamento e sulle medesime piattaforme, anche Fox Kids +1 (canale 617 di Sky e Alice Home TV), che trasmetteva la stessa programmazione di Fox Kids ma in ritardo di un'ora.
Dal 14 novembre 2001, Fox Kids ha iniziato a trasmettere 24 ore al giorno.
Il 1º marzo 2005 il canale viene trasformato chiamandosi Jetix.

### Fox Kids in syndication
A partire dal 13 settembre 2001, l'edizione italiana di Fox Kids ritrasmetteva in syndication alcune ore della sua programmazione su varie emittenti regionali, fra cui Antenna3 per la Lombardia, Super 3 per il Lazio, TV Centro Marche per le Marche (quest'ultima dal 1º ottobre 2001) e molte altre. Questa fascia di palinsesto durava originariamente circa un'ora tutti i giorni, dalle 18 alle 19. Dal 1º dicembre 2001 è stato visibile anche all'Ospedale pediatrico Bambino Gesù di Roma.
Dal settembre 2002 fino al 1º ottobre 2004 la fascia viene estesa dalle 16:00 alle 19:30 e in seguito viene aggiunta anche una fascia mattutina dalle 6:45 alle 8:00. Nel 2004 la programmazione in syndication diviene indipendente da quella del canale satellitare (che da lì a poco diventerà Jetix) e assume il nome di K-2, che, a sua volta, dal 1º luglio 2009 diventerà un canale vero e proprio.

## Programmi

### Cartoni animati
- A casa di Gloria
- Argai
- Bad Dog
- BattleTech
- Due fantagenitori  (st. 1-3)
- Eagle Riders
- F.T.P.D.
- Funky Cops
- Gli astrogatti
- Hello Kitty
- I Fantastici Quattro
- I misteri di Mosley
- I ragazzi della 402
- I Vendicatori
- Il mondo di Bobby
- Jack & Marcel
- Jim Bottone
- Kangoo
- L'attacco dei pomodori impazziti
- L'Incredibile Hulk
- La famiglia dei perché
- La vita con Louie
- Mad Jack
- Monster Farm
- Mr. Bean (st. 1-3)
- New Action Man
- Piggsburg Pigs
- Shinzo
- Silver Surfer
- Sonic X
- Sooty
- Spy Dogs
- Super Pig
- The Tick
- The Mouse and the Monster
- Tracey McBean
- Transformers: Robots in Disguise
- Transformers Armada
- Tutenstein
- Ultimate Muscle
- Walter Melon
- Wicked! - Cattivissimi!

### Telefilm
- Black Hole High
- Cybergirl
- Los Luchadores
- Papà e mamma sono alieni
- Power Rangers in Space
- Power Rangers Lost Galaxy
- Power Rangers Lightspeed Rescue
- Power Rangers Ninja Storm
- Power Rangers Time Force
- Power Rangers Wild Force
- Rebelde Way (ep. 1)